# Kohlebergbau in den Vogesen und im Jura

Kohlelagerstätten in Frankreich, unter Hervorhebung der Vogesen und des Jura

Der Kohlebergbau in den Vogesen und im Jura-Gebirge existierte vom 16. Jahrhundert bis zum 20. Jahrhundert. In dieser Region existieren vier Lagerstätten aus drei erdgeschichtlichen Zeiträumen.

## Lagerstätten

Die vier Lagerstätten:
Lons-le-Saunier
Franche-Comté
Haute-Saône
Tal von Villé

### Lagerstätte im Tal vonVillé, Vogesen (Stefan)
- Lalaye: Abbau in der ersten Hälfte des 19. Jahrhunderts
- Erlenbach: Abbau in der ersten Hälfte des 19. Jahrhunderts
- Saint-Hippolyte: Abbau zwischen 1747 und der Mitte des 19. Jahrhunderts
- Sainte-Croix-aux-Mines: Abbau in der ersten Hälfte des 19. Jahrhunderts

### Lagerstätte in der RegionFranche-Comté, Vogesen (Stefan)
- Ronchamp, Champagney sowie Eboulet: Erlaubnis, Abbau in den Kohleminen von Ronchamp (1744–1958)
- Mourière: Abbau von 1844 bis 1891
- Lomont: nur Erlaubnis von 1904, kein Abbau
- Saint-Germain: nur Erlaubnis von 1914, kein Abbau

### Lagerstätte imDépartement Haute-Saône, Vogesen (Keuper)
Die Kohle diese Lagerstätten war von schlechter Qualität. Sie enthielt viel Schwefel (Eisenpyrit) und Gips und konnten nicht zur Eisenerzeugung oder in Dampfmaschinen oder Lokomotiven verwendet werden. Sie wurde meist zur Heizung der Salzpfannen in den Salinen eingesetzt.
- Saulnot: Abbau vom 16. Jahrhundert bis 1925
- Gémonval: Abbau von 1826 bis 1944
- Gouhenans: Abbau von 1828 bis 1916
- Le Vernoy: Abbau von 1839 bis 1852
- Athesans: Abbau von 1839 bis 1916
- Vy-lès-Lure: Abbau von 1842 bis 1943
- Mélecey: Abbau von 1773 bis in das 19. Jahrhundert
- Grozon: Abbau von 1845 bis in die 1940er Jahre

### Lagerstätte beiLons-le-Saunier, Jura Gebirge (Jura)
- European Gas Limited: nur Erlaubnis von 2007, derzeit keine Förderung

## Bild

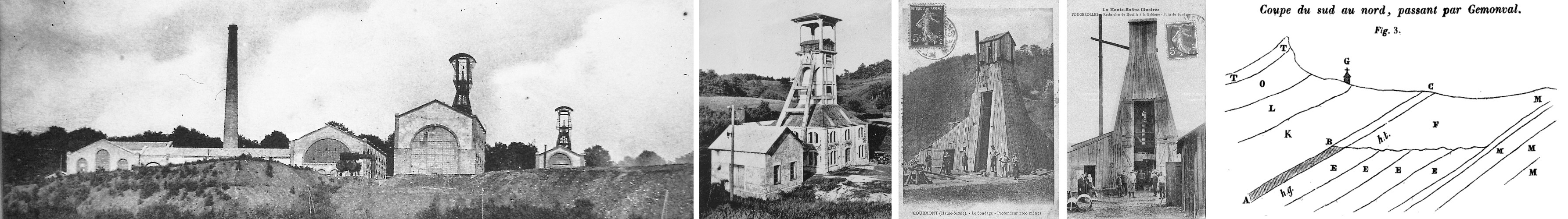
Schacht Arthur de Buyer, Schacht Sainte Marie, zwei hölzerne Bohrtürme und ein geologisches Profil von Gémonval